# Einspruch, Schatz!
Einspruch, Schatz! ist eine deutsche Fernsehreihe, die seit 2023 im Auftrag der ARD-Degeto für Das Erste produziert wird. Die einzelnen Folgen haben eine Länge von ca. 90 Minuten und werden im Rahmen der Reihe Endlich Freitag im Ersten ausgestrahlt.

## Handlung
Eva Schatz ist Anwältin und betreibt eine Kanzlei in Leipzig. Auf Bitte ihrer besten Freundin Sissi Konrad stellt sie diese als ihre Assistentin ein. Evas Vater Werner lebt in einem Pflegeheim und fühlt sich von seiner Tochter abgeschoben. Werners große Leidenschaft ist das Pokern, zunächst um Geld, später spielt er Strippoker. Dafür wird er schließlich aus dem Pflegeheim rausgeschmissen und zieht zunächst bei Eva ein.
Hanno Bertram ist ebenfalls Anwalt und führt ebenfalls eine Kanzlei in Leipzig. Hannos Frau Gloria ist vor fünf Jahren an Brustkrebs verstorben, mit ihr hat er die drei Kinder Lili, Neil und Tim. Lili ist 15 und mitten in der Pubertät, Neil ist 13 und betreibt einen Schminkchannel und Tim ist 8 und mit Abstand das Nesthäkchen. Hanno wohnt mit den drei Kindern und seiner Mutter Gisela zusammen. Gisela verdingt sich als Malerin.
Eva und Hanno lernen sich in einer Bar kennen und verbringen die folgende Nacht zusammen in einem Hotelzimmer. Beide erzählen sich zunächst nichts über ihr jeweiliges Leben und wiederholen die gemeinsamen Nächte regelmäßig, bis sie im Gericht aufeinander treffen. Eva und Hanno werden ein Paar, doch ihre Beziehung wird immer wieder von ihren Familien auf die Probe gestellt.

## Besetzung
| Schauspieler       | Rollenname     | Episoden | Zeitraum | Rolle |
| ------------------ | -------------- | -------- | -------- | --- |
| Christine Urspruch | Eva Schatz     | 1–       | 2023–    | Anwältin; Tochter von Werner; Freundin von Hanno                                                                |
| Wolfram Grandezka  | Hanno Bertram  | 1–       | 2023–    | Anwalt; Sohn von Gisela; Halbbruder von Connie; Witwer von Gloria; Vater von Lili, Neil und Tim; Freund von Eva |
| Lola Höller        | Lili Bertram   | 1–       | 2023–    | Enkelin von Gisela; Tochter von Hanno und Gloria; Schwester von Neil und Tim; Nichte von Connie                 |
| Edgar Emil Garde   | Neil Bertram   | 1–       | 2023–    | Enkel von Gisela; Sohn von Hanno und Gloria; Bruder von Lili und Tim; Neffe von Connie                          |
| Maximilian Brunn   | Tim Bertram    | 1–       | 2023–    | Enkel von Gisela; Sohn von Hanno und Gloria; Bruder von Lili und Neil; Neffe von Connie                         |
| Tatja Seibt        | Gisela Bertram | 1–       | 2023–    | Mutter von Hanno und Connie; Großmutter von Lili, Neil und Tim                                                  |
| Jochen Busse       | Werner Schatz  | 1–       | 2023–    | Vater von Eva                                                                                                   |
| Karmela Shako      | Sissi Konrad   | 1–       | 2023–    | beste Freundin und Assistentin von Eva                                                                          |
| Sylta Fee Wegmann  | Peggy Gutbrodt | 2–       | 2023–    | Assistentin von Hanno                                                                                           |
| Clelia Sarto       | Connie Bertram | 5        | 2025     | Tochter von Gisela; Halbschwester von Hanno; Tante von Lili, Neil und Tim                                       |

## Episodenliste
| Nr. | Originaltitel      | Arbeitstitel          | Onlinepremiere     | Erstausstrahlung   | Regie            | Drehbuch                             | Zuschauer |
| --- | ------------------ | --------------------- | ------------------ | ------------------ | ---------------- | ------------------------------------ | --------- |
| 1   | Ein Fall von Liebe | Lügen und Geheimnisse | 20. September 2023 | 22. September 2023 | Thomas Freundner | Torsten Lenkeit                      | 4,39 Mio. |
| 2   | Unter Vätern       | Nichts geht mehr      | 27. September 2023 | 29. September 2023 | Thomas Freundner | Torsten Lenkeit                      | 3,93 Mio. |
| 3   | Überraschungsgäste | Ein ganzes Leben      | 19. März 2025      | 21. März 2025      | Dirk Kummer      | Torsten Lenkeit, Wiebke Jaspersen    | 3,77 Mio. |
| 4   | Herzenswünsche     | Kassensturz           | 21. März 2025      | 28. März 2025      | Annette Ernst    | Torsten Lenkeit                      | 3,17 Mio. |
| 5   | Schwesterherz      | –                     | 21. März 2025      | 4. April 2025      | Annette Ernst    | Torsten Lenkeit                      | 3,87 Mio. |
| 6   | –                  | Hundeliebe            | –                  | –                  | Josh Broecker    | Torsten Lenkeit, Boris von Sychowski |           |
| 7   | –                  | Kindersegen           | –                  | –                  | Josh Broecker    | Torsten Lenkeit                      |           |

## Produktion
Die Fernsehreihe wird in Leipzig gedreht. Die ersten beiden Filme wurden vom 12. September bis 15. November 2022 gedreht. Der dritte Film entstand vom 9. Oktober bis zum 8. November 2023, der vierte und fünfte Film vom 27. Mai bis 30. Juli 2024. Vom 19. Oktober bis zum 10. Dezember 2024 wurden zwei weitere Filme produziert.